# Alfred Coppel
Alfred Coppel, vollständiger Name Alfredo José de Araña-Marini y Coppel, Pseudonyme Robert Cham Gilman, A.C. Marin, Alfred Coppel, Jr., G. H. Rains, Derfla Leppoc, Sol Galaxan (* 9. November 1921 in Oakland / Kalifornien; † 30. Mai 2004), war ein US-amerikanischer Autor, der unter anderem im Genre der Science-Fiction schrieb.

## Leben
Coppel diente im Zweiten Weltkrieg bei der amerikanischen Luftwaffe als Kampfpilot. Er studierte an der Stanford University und wurde Werbetexter. Mit den Pseudonymen Robert Cham Gilman und A.C. Marin reihte er sich ein unter die produktivsten Pulp-Magazin-Autoren der 1950er und der 1960er Jahre.
1974 landete er mit dem Thriller Thirty-Four East (dt. 34 Grad Ost) über den Nahostkonflikt einen Bestseller. Unter dem Pseudonym Robert Cham Gilman schrieb er mit The Rebel of Rhada aus dem Rhada-Zyklus einen Roman zu einem galaktischen Reich, der in überarbeiteter Form in Brian Aldiss’ Sammlung Galactic Empires aufgenommen wurde.

## Themen
Der Roman Dark December (1960, dt. Nach der Stunde Null, 1966) zeichnet die Nachwehen eines erfundenen Atomkrieges zwischen den Vereinigten Staaten von Amerika und Russland. In The Apocalypse Brigade (1981) schreibt Coppel über die Vereinigten Staaten im Krieg gegen den internationalen Terrorismus. In The Burning Mountain: A Novel of the Invasion of Japan (1983) wird ausgemalt, was geschehen wäre, wenn der Trinity-Test am 16. Juli 1945 fehlgeschlagen wäre, so dass die Vereinigten Staaten gezwungen gewesen wären, 1946 in Japan einzufallen. Das Werk basiert auf den amerikanischen Plänen zu einer Invasion Japans in der Operation Downfall, die wegen der japanischen Kapitulation nach den Atombombenabwürfen über Hiroshima und Nagasaki nicht mehr ausgeführt wurden.

## Bibliografie
Rhada (Romane, als Robert Cham Gilman)
- 1 The Warlock of Rhada (1969)
- 2 The Rebel of Rhada (1968)
- 3 The Navigator of Rhada (1969)
- 4 The Starkahn of Rhada (1970)

Goldenwing-Zyklus (Romane)
- 1 Glory (1993)
- 2 Glory’s War (1995)
- 3 Glory’s People (1996)

Romane
- Hero Driver (1954)
- Night of Fire and Snow (1957)
- Dark December (1960)
  - Deutsch: Nach der Stunde Null. Übersetzt von Norbert Wölfl. Heyne SF&F #3078, 1966.
- A Certainty of Love (1966)
  - Deutsch: Zu spät. Übersetzt von Lisa Völkel. Goldmann #9113, München 1988, ISBN 3-442-09113-6.
- The Gate of Hell (1967)
  - Deutsch: Die Pforten der Hölle. Übersetzt von Otto Bayer. Krüger, Stuttgart 1970, ISBN 3-7740-2237-2. Auch als: Hundert Stunden Hölle : Liebe und Tod im Sinai-Feldzug. Übersetzt von Otto Bayer. Goldmanns gelbe Taschenbücher #2419, München 1972, ISBN 3-442-02419-6. Auch als: Letzte Liebe. Übersetzt von Edith Worschitz. Molden-Taschenbuch #132, Wien, München 1978, ISBN 3-217-05132-7. Auch als: Tor zur Hölle. Übersetzt von Edith Worschitz. Goldmann #8944, München 1988.
- The Clash of Distant Thunder (1968; als A. C. Marin)
  - Deutsch: Duell der Agenten. Übersetzt von Hardo Wichmann. Scherz-Krimis #1171, Bern, München und Wien 1988, ISBN 3-502-51171-3.
- The Clash of Distant Thunder (1968; als A. C. Marin)
- Order of Battle (1968)
- A Little Time for Laughter (1969)
  - Deutsch: Um jeden Preis. Übersetzt von Gretl Friedmann. Heyne-Bücher #5113, München 1974, ISBN 3-453-00430-2.
- Rise with the Wind (1969; als A. C. Marin)
- Between the Thunder and the Sun (1971)
  - Deutsch: … Flug 17 entführt … Goldmann #9252, München 1989, ISBN 3-442-09252-3.
- The Landlocked Man (1972)
  - Deutsch: Ein langer Sommer. Übersetzt von Claude de L’Orme. Molden-Taschenbuch #91, Wien, München 1978, ISBN 3-217-05091-6.
- A Storm of Spears (1972; als A. C. Marin)
  - Deutsch: Unternehmen Weißer Springer. Rowohlt (Rororo #2311), Reinbek bei Hamburg 1974, ISBN 3-499-42311-1. Auch als: Wie eine Spinne im Netz. Übersetzt von Franz Kiel. Scherz-Krimis #1143, Bern, München und Wien 1988, ISBN 3-502-51143-8.
- Thirty-Four East (1974)
  - Deutsch: 34° Ost. Übersetzt von Hans E. Hausner. Kaiser, Klagenfurt 1974, ISBN 3-7043-2074-9.
- The Dragon (1977)
  - Deutsch: Der Drache. Übersetzt von Peter Zentner. Molden, Wien, München, Zürich, Innsbruck 1977, ISBN 3-217-00862-6.
- The Hastings Conspiracy (1980)
  - Deutsch: Hastings zwei. Übersetzt von Inge Wieskott-Riedel. Scherz, 1982, ISBN 3-502-10129-9. Auch als: Der Plan Hastings zwei. Übersetzt von Inge Wiskott-Riedel. Deutsche Bücherbund, Stuttgart, Hamburg und München 1984, DNB 861110285.
- The Apocalypse Brigade (1981)
  - Deutsch: Finale in der Wüste. Übersetzt von Jürgen Abel. Scherz, Bern und München 1983, ISBN 3-502-10132-9.
- The Burning Mountain (1983)
  - Deutsch: Harakiri : Roman d. Invasion. Übersetzt von Hermann Völkel. Goldmann #6852, München 1986, ISBN 3-442-06852-5.
- The Korean War (1985; mit Donald Knox)
- The Marburg Chronicles (1985)
  - Deutsch: Die spanische Heirat. Übersetzt von Margarete Längsfeld. Scherz, Bern, München und Wien 1986, ISBN 3-502-10130-2.
- Fates Command Us (1986)
- Show Me a Hero (1987)
  - Deutsch: Helden werfen keine Schatten. Übersetzt von Jürgen Abel. Scherz, Bern, München und Wien 1989, ISBN 3-502-10137-X.
- A Land of Mirrors (1988)
- Wars and Winters (1993)
- The Eighth Day of the Week (1994)
- Flug 17 entführt [eng]
  - Deutsch: Flug 17 entführt. Kaiser, ISBN 978-3-7042-2080-6.
- … Flug 17 [siebzehn] entführt … [eng]
  - Deutsch: … Flug 17 [siebzehn] entführt … Goldmann #9252, München 1989, ISBN 3-442-09252-3.

Kurzgeschichten
1947:
- Age of Unreason (in: Astounding Science Fiction, December 1947)

1948:
- Jinx Ship to the Rescue (in: Planet Stories, Winter 1948)

1949:
- Runaway (in: Planet Stories, Spring 1949)
- The Starbusters (in: Planet Stories, Summer 1949)
- Secret Weapon (in: Astounding Science Fiction, July 1949)
- Captain Midas (in: Planet Stories, Fall 1949)
- Flight from Time (in: Planet Stories, Winter 1949)

1950:
- Goldfish Bowl (1950, in: Fantasy Book, Vol. 1, No. 6; auch: What Goes Up, 1953)
- The First Man on the Moon (in: Planet Stories, Spring 1950)
- Warrior-Maid of Mars (in: Planet Stories, Summer 1950)
- My Brother’s Keeper (in: Amazing Stories, June 1950)
- The Metal Smile (in: Super Science Stories, July 1950)
- The Rebel of Valkyr (in: Planet Stories, Fall 1950)
  - Deutsch: Der Rebell von Walkür. Übersetzt von Heinz Nagel. In: Brian W. Aldiss und Wolfgang Jeschke (Hrsg.): Titan 19. Heyne SF&F #3949, 1983, ISBN 3-453-30879-4.
- Half-Life (in: Super Science Stories, September 1950)
- The Last Two Alive! (in: Planet Stories, November 1950)
- Star Tamer (in: Super Science Stories, November 1950)
- The Terror (in: Future Combined with Science Fiction Stories, November 1950)
- Earthbound … (in: Fantastic Adventures, December 1950)

1951:
- Task to Luna (in: Planet Stories, January 1951)
- Forbidden Weapon (in: Marvel Science Stories, February 1951)
- The Awful Weapon (in: Future Combined with Science Fiction Stories, May 1951)
- The Brain That Lost Its Head (in: Fantastic Adventures, June 1951)
- Tydore’s Gift (in: Planet Stories, September 1951)
- Wreck Off Triton (in: Planet Stories, November 1951; auch: Wreck of Triton, 2018)

1952:
- Double Standard (in: Galaxy Science Fiction, February 1952)
- The Dreamer (in: The Magazine of Fantasy and Science Fiction, April 1952)
  - Deutsch: Der Träumer. Übersetzt von Werner Baumann. In: Utopia-Science-Fiction-Magazin, #17. Pabel, 1958.
- The Subversive (in: Marvel Science Fiction, May 1952)
- Welcome (in: Science Fiction Quarterly, August 1952)
- The Hunters (in: Fantastic Story Magazine, Fall 1952)
- Mother (in: The Magazine of Fantasy and Science Fiction, September 1952)
- Death Is Never Final (in: Fantastic Adventures, October 1952)
- The Exile (in: Astounding Science Fiction, October 1952)
- … And Goal To Go (in: Amazing Stories, November 1952)
- Defender of the Faith (in: Science Fiction Quarterly, November 1952)
- Legion of the Lost (in: Future Science Fiction, November 1952)
- Blood Lands (in: Dynamic Science Fiction, December 1952)
- The Magellanics (in: Two Complete Science-Adventure Books, Winter 1952)

1953:
- Divided We Fall (in: Fantastic Story Magazine, January 1953)
- For Humans Only (in: Avon Science Fiction and Fantasy Reader, January 1953)
- The Peacemaker (in: If, January 1953)
- The Invader (in: Imagination, February 1953)
- Turnover Point (in: Amazing Stories, April-May 1953)
- Homecoming (1953, in: Vortex Science Fiction Vol. 1, No. 1)
- Love Affair (1953, in: Vortex Science Fiction Vol. 1, No. 1; als Derfla Leppoc)
- The Flight of the Eagle (in: Planet Stories, September 1953; als Sol Galaxan)
- Preview of Peril (in: Planet Stories, September 1953)
- The Guilty (in: Cosmos Science Fiction and Fantasy Magazine, November 1953)
- Turning Point (in: If, November 1953)

1954:
- Meb (in: Fantastic Story Magazine, Spring 1954)
- Last Night of Summer (in: Orbit, No. 4, September-October 1954)
  - Deutsch: Die letzte Nacht des Sommers. Übersetzt von Heinz Zwack. In: Donald A. Wollheim (Hrsg.): Der letzte Mensch. Moewig (Terra #271), 1963. Auch als: Die letzte Sommernacht. Übersetzt von Heinz Zwack. In: Science-Fiction-Stories 28. Ullstein 2000 #51 (2980), 1973, ISBN 3-548-02980-9. Auch als: Die letzte Sommernacht. Übersetzt von Heinz Nagel. In: Charles G. Waugh, Martin H. Greenberg und Isaac Asimov (Hrsg.): Faszination der Science Fiction. Bastei Lübbe Science Fiction Special #24068, 1985, ISBN 3-404-24068-5.
- Mars Is Ours (in: The Magazine of Fantasy and Science Fiction, October 1954)
- Community Property (in: If, December 1954)

1955:
- Touch the Sky (in: Startling Stories, Summer 1955)

1956:
- The Hills of Home (1956, in: Future Science Fiction, #30)
- The Fifth Stone (in: Fantastic, December 1956)

1969:
- For Sacred San Francisco (in: If, November 1969)

1993:
- Glory (in: Amazing Stories, April 1993)